# SPring-8

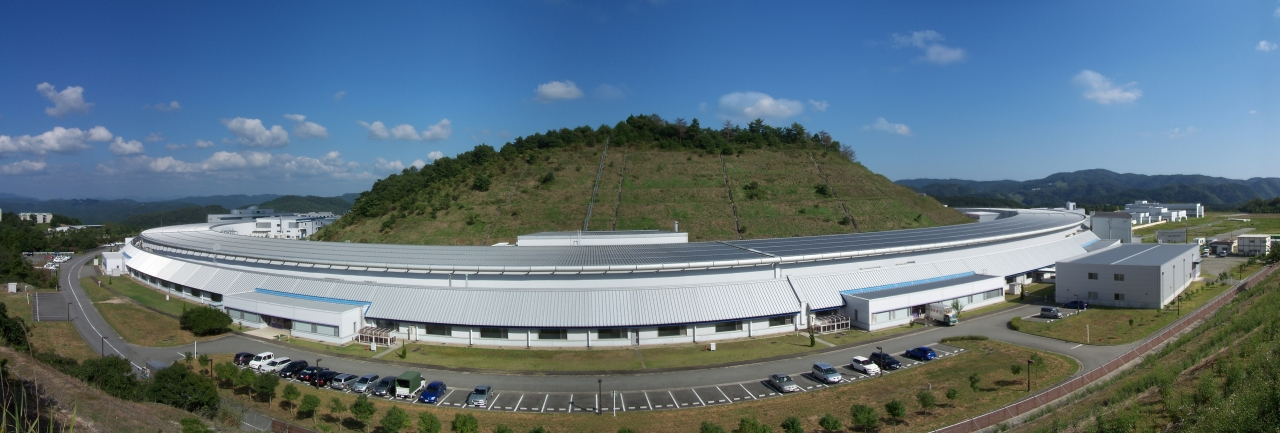

SPring-8 (Super Photon ring-8 GeV) ist ein Synchrotron im Harima Science Park in der japanischen Präfektur Hyōgo und wurde 1999 erbaut. In seinem Speicherring mit einem Umfang von 1436 m laufen Elektronen mit einer Energie bis zu 8 Gigaelektronenvolt (GeV) um. Damit gehört SPring-8 zu den weltweit energiestärksten Elektronensynchrotrons.
An 56 Messstationen können Experimente mit Synchrotronstrahlung durchgeführt werden. Der Schwerpunkt liegt auf Röntgenbeugung mit Photonenenergien von 10 bis 100 keV, entsprechend Wellenlängen von ca. 1,2-0,12 Å. Zusätzlich stehen Infrarot- und Gammastrahlung zur Verfügung.